# UCI Women's ProSeries 2021
De UCI Women's ProSeries 2021 was de tweede editie van deze internationale wielercompetitie voor professionele rensters georganiseerd door de UCI. Deze serie was het tweede niveau, onder de Women's World Tour en boven de continentale circuits.
Voor 2021 werden acht koersen op de kalender opgenomen, vier eendaagse wedstrijden en vier etappewedstrijden. De eerste en laatste wedstrijd, de Women's Tour Down Under en de Gran Premio Bruno Beghelli Internazionale Donne Elite, werden geannuleerd vanwege de nog heersende coronapandemie. De eerstvolgende wedstrijd die wel door kon gaan was de Omloop Het Nieuwsblad en vond plaats op 27 februari. De laatste wedstrijd, de Ronde van Emilia, werd op 2 oktober verreden. De Giro Donne maakte voorheen deel uit van de World Tour, maar moest per 2021 noodgedwongen een stap terugzetten naar de ProSeries omdat men in 2020 geen live-uitzending verzorgde, wat een vereiste is voor de World Tour.

## Kalender
| Data        | Wedstrijd                                             | Winnaar              | Team              |
| ----------- | ----------------------------------------------------- | -------------------- | ----------------- |
| 14-17/01    | Women's Tour Down Under                               | N.v.t.               | N.v.t.            |
| 27/02       | Omloop Het Nieuwsblad                                 | Anna van der Breggen | Team SD Worx      |
| 17/03       | Nokere Koerse                                         | Amy Pieters          | Team SD Worx      |
| 30/04-02/05 | Festival Elsy Jacobs                                  | Emma Norsgaard       | Movistar Team     |
| 25-30/05    | Ronde van Thüringen                                   | Lucinda Brand        | Trek-Segafredo    |
| 02-11/07    | Giro d'Italia Donne                                   | Anna van der Breggen | Team SD Worx      |
| 02/10       | Giro dell'Emilia                                      | Mavi García          | Alé BTC Ljubljana |
| 3/10        | Gran Premio Bruno Beghelli Internazionale Donne Elite | N.v.t.               | N.v.t.            |

Sjabloon:Navigatie UCI Women's ProSeries 2021